# Бицменди
Бицменди (груз. ბიწმენდი) — село в Грузии, на территории Мцхетского муниципалитета края (мхаре) Мцхета-Мтианети.

## География
Село находится в центральной части Грузии, на берегах реки Ахатнисхеви (левый приток Арагви), на расстоянии приблизительно 8 километров (по прямой) к северо-востоку от города Мцхета, административного центра края и муниципалитета. Абсолютная высота — 647 метров над уровнем моря.

## Население
По результатам официальной переписи населения 2014 года в Бицменди проживало 506 человек (248 мужчин и 258 женщин). В национальной структуре населения грузины составляли 100 %.
| Год  | Население, человек |
| ---- | ------------------ |
| 2002 | 526                |
| 2014 | ↘ 506              |